# Про Івана-Дурника (мультфільм)
Про Івана-дурника (рос. Про Ивана-дурака) — російський мультфільм 2004 року, знятий на студії Пілот. Створений за мотивами російської казки. Входить до циклу Гора самоцвітів.

## Сюжет
Жили-були три брати, двоє старших — розумні, а третій — Іван-дурень. Що не зробить — все неправильно. Незабаром стало братам нічого їсти, і послали Івана продавати стару козу, яку він вчив танцювати. Та як тільки Іван з дому вийшов та через ліс у місто пішов, то своїм невіглаством продав козу ялинці за 200 рублів з відстрочкою і пішов додому. Брати сварили дурня і відправили назад за грошима або за козою. Але на той час коза, злякавшись, зірвалася з мотузки і втекла. Іван прийшов назад до ялинки і зажадав гроші. Раптом у дерево вдарила блискавка, і з дупла вивалилося 200 рублів монетами (оскільки у цій ялинці розбійники ховали награбовані гроші).
Найнявся Іван у працівники одного пана. Господарі йшли, а Іванові дуже мало справ залишили: собачку свою нагодувати, за дверима дивитися та ворон не рахувати. У результаті Іван, зрозумівши все по-своєму, з роботою не впорався: захопився рахунком ворон, і песик втік з дому. Пам'ятаючи, що треба стежити за дверима, Іван знімає її з петель і, зваливши на спину, вирушає шукати собачку. Дійшовши до лісу, Іван рятує з ями ведмедя Мишка, який допомагає йому знайти собачку. Повернувши все на місце, Іван дивується, чому пан все-таки відмовив йому в місці.
А тут якраз генерал мимо проїжджав і оголошував царський указ: хто розсмішить царську доньку Ірину, яка весь час плаче, той одружується з нею і отримає півцарства на додачу. Іван одразу подався до палацу смішити царівну, але його брати, які теж туди прийшли, прогнали його. Сумний Іван зустрівся з Мишком і зі своєю козою. Іван почав цілувати та обіймати козу, а в цей час на балкон вибігла царівна. Само собою вийшло, що Іван розсмішив царівну, навіть не знаючи її в обличчя. Отримав Іван полцарства і одружився з царівною. І був великий бенкет!

## Творці
- Автор сценарію та режисер-постановник Михайло Алдашин
- Художники-постановники Михайло Алдашин, Андрій Кузнєцов
- Режисер Олег Ужинов
- Художники Марія Заїкіна, Юлія Балашова

Аніматори Павло Барков, Дмитро Андрєєв, Євген Дудін, Олексій Науменков, Леон Естрін
- Фахівець з рендеру та R'n'D Олексій Науменков
- Спецефекти Євген Дудін
- Ролі озвучували: Едуард Назаров — цар / товстопузий наречений, Олександр Філіппенко — всі інші чоловічі ролі / текст від автора, Ольга Шорохова — всі жіночі ролі
- Композитори Юрій Прялкін (варіація на тему з опери М. П. Мусоргського «Борис Годунов»), Ірина Брокерт-Аристова (аранжування на тему пісні «Крутиться-крутиться шарф блакитний»; ансамбль «Перепелочки» під управлінням Ірини Брокерт-Арістовой, Берлін)
- Звукорежисер Вадим Круглов

Звук кінокомпанія «Орел»
- Музичний редактор Тетяна Копрячкова
- Асистент режисера Ірина Літманович
- Директор картини Ігор Гелашвілі
- Над пластиліновою заставкою працювали:
- Режисер — Сергій Мерінов
- Художник-постановник — Едуард Бєляєв
- Композитор — Олександр Гусєв
- Оператор монтажу — Андрій Пучнін
- Художник — Галина Голубєва,
- Аніматори — Наталія Акашкіна, Наталія Соколова
- Текст читає — Олександр Леньков
- Художня рада проекту Едуард Назаров, Олександр Татарський, Михайло Алдашин, Валентин Телегін, Георгій Заколодяжний
- Керівник проекту Олександр Татарський
- Продюсер Ірина Каплична
- Генеральний продюсер Ігор Гелашвілі